# Olguinskaïa (oblast de Rostov)
Pour les articles homonymes, voir Olguinskaïa.
Olguinskaïa (en russe : Ольгинская) est une stanitsa du raïon d’Aksaï, dans l'oblast de Rostov, en Russie.

## Géographie
Olguinskaïa est située à 15 km d’Aksaï sur les rives du lac Gueneralskoïe.

## Histoire
Le village est né autour d’un arrêt de diligences postales sur la route du Caucase en 1809 sous le nom de stanitsa Makhinskaïa. En 1846, à l’occasion du mariage de la grande-duchesse Olga Nikolaïevna, la stanitsa prend le nom d’Olguinskaïa.
En 1855 une église en bois consacrée à la dormition est érigée. Elle est remplacée au début du XXe siècle par une église en pierre.
Lors de la guerre civile russe la stanitsa se trouve sur le chemin de Lavr Kornilov lors de la campagne de glace.
De juillet 1942 à février 1943 la stanitsa est occupée par les Allemands.

## Démographie
En 2010 la stanitsa compte 5 613 habitants.